# Дипломатически мисии на Люксембург
Това са дипломатическите мисии на Люксембург по света с изключение на почетните консулства.

## Европа
- Австрия
  - Виена (Посолство)
- Белгия
  - Брюксел (Посолство)
- Чехия
  - Прага (Посолство)
- Дания
  - Копенхаген (Посолство)
- Франция
  - Париж (Посолство)
  - Страсбург (Генерално консулство)
- Германия
  - Берлин (Посолство)
- Гърция
  - Атина (Посолство)
- Ватикана
  - Ватикана (Църковен съветник)
- Италия
  - Рим (Посолство)
- Холандия
  - Хага (Посолство)
- Полша
  - Варшава (Посолство)
- Португалия
  - Лисабон (Посолство)
- Русия
  - Москва (Посолство)
- Испания
  - Мадрид (Посолство)
- Швейцария
  - Берн (Посолство)
  - Женева (Генерално консулство)
- Великобритания
  - Лондон (Посолство)

## Северна Америка
- САЩ
  - Вашингтон (Посолство)
  - Ню Йорк (Генерално консулство)
  - Сан франциско (Генерално консулство)

## Азия
- Китай
  - Пекин (Посолство)
  - Шанхай (Генерално консулство)
- Индия
  - Ню Делхи (Посолство)
- Япония
  - Токио (Посолство)
- Тайланд
  - Банкок (Посолство)

## Международни организации
- - Брюксел (Постоянна мисия към ЕС и НАТО)
  - Женева (Постоянна мисия към ООН включително и в други международни организации)
  - Ню Йорк (Постоянна мисия към ООН)
  - Париж (Постоянна мисия към ОИСР и ЮНЕСКО)
  - Рим (Постоянна мисия към ФАО)
  - Страсбург (Постоянна мисия към Съветът на Европа)
  - Виена (Постоянна мисия към ООН и ОССЕ)